# Gian Franco Kasper
Gian Franco Kasper (* 24. Januar 1944 in St. Moritz; † 9. Juli 2021) war ein Schweizer Sportfunktionär. Er war von 1998 bis 2021 Präsident des Internationalen Skiverbandes (FIS) und von 2000 bis 2018 Mitglied des Internationalen Olympischen Komitees; ab 2018 war er Ehrenmitglied.

## Biografie
Kasper studierte zunächst Psychologie, Philosophie und Journalismus an der Universität Zürich. Nach dem Studium arbeitete er als Redakteur für den Courrier de St-Moritz. 1974 übernahm er den Aufbau eines neuen Schweizer Tourismusbüros in Montreal und wechselte 1975 auf Vorschlag des damaligen Präsidenten Marc Hodler zum Internationalen Skiverband. Dort übernahm er von Sigge Bergman den Posten des Generalsekretärs. Dieses Amt übte er 23 Jahre lang aus und wurde im Mai 1998 vom FIS-Kongress als Nachfolger von Hodler zum Präsidenten des Verbandes gewählt.
Das Internationale Olympische Komitee wählte im September 2000 Kasper während seiner 111. Session in Sydney zu seinem Mitglied, dem Komitee gehörte er bis 2018 als Mitglied an und seitdem als Ehrenmitglied ohne Stimmrecht. Seit 1. Januar 2003 war er zudem Mitglied des Exekutivausschusses der World Anti-Doping Agency (WADA). Im Dezember 2007 wurde Kasper in Würdigung seiner langjährigen Verdienste für den Sport, die Verbreitung des olympischen Gedankenguts und die Förderung und Leitung des internationalen Skisports durch den bulgarischen Staatspräsidenten Georgi Parwanow mit der Ehrendoktorwürde der Universität Sofia ausgezeichnet.
Als Präsident des FIS stimmte er 2006 als einziger dagegen, dass Frauenskispringen eine olympische Disziplin werden sollte und begründete dies mit angeblichen „medizinischen Gründen“.
Im April 2014 erfolgte zusammen mit seiner erneuten Wahl als FIS-Präsident für weitere fünf Jahre auch die Wahl zum Präsidenten der Association of International Olympic Winter Sports Federations (AIOWF). Als FIS-Präsident blieb er aufgrund der COVID-19-Pandemie bis Juni 2021 im Amt, Nachfolger wurde Johan Eliasch. Einen Monat später starb er im Alter von 77 Jahren.
Kasper war verheiratet, hatte einen erwachsenen Sohn, lebte in der Nähe von Thun und hatte ein zusätzliches Domizil in St. Moritz.